# أحمد آدم (سباح)
أحمد آدم من مواليد 24 أغسطس 1987 وهو سباح سوداني نافس في دورة الألعاب الاولمبية الصيفية 2008 في الرجال 50 متر حرة.

## إنجازات
1. 2009 المركز الأول في سباق المياه المفتوحة السودان النيل الازرق سباق 16 كيلو
2. 2010 المركز الأول في سباق المياه المفتوحة السودانية سباق 15 كيلو
3. 2012 أفضل سباح في بطولة المسافات القصيرة السودانية
4. 2012 المركز الأول في سباق المياه المفتوحة السودانية النيل الازرق سباق 12 كيلو
5. 2013 أفضل سباح في بطولة المسافات القصيرة السودانية
6. 2014 أفضل سباح في بطولة المسافات القصيرة السودانية
7. 2014 المركز الأول في سباق المياه المفتوحة السودانية سباق كبري المنشية سباق 10 كيلو
8. 2015 أفضل سباح في بطولة المسافات القصيرة السودانية
9. 2018 أفضل مدرب في التكنيك وتقنين الحمل

## روابط خارجية
- أحمد آدم على موقع الاتحاد الدولي للسباحة (الإنجليزية)
- أحمد آدم على موقع اللجنة الأولمبية الدولية (الإنجليزية)
- أحمد آدم على موقع أوليمبيديا (الإنجليزية)